# Рудник Руіна
Рудник Руіна (Rouïna) – колишнє гірничодобувне підприємство на півночі Алжиру.
Поклади заліза в районі уеду Руіна (ліва притока середньої течії найбільшої річки Алжиру уеду Челіф) вивив в 1872 – 1873 роках підрядник будівництва залізниці Алжир – Оран. Він отримав урядову ліцензію на розробку та зміг домовитись з місцевим племенем, а в 1903-му продав свої права іншому підприємцю. Невдовзі після цього, в 1906-му, почали дослідну експлуатацію родовища, а з 1907-го проектом опікувалась спеціально створена бельгійська компанія Société Anonyme des Mines de Fer de Rouina. 
Первісно розробку провадили відкритим способом, проте вже в перші роки експлуатації виявлення нових глибше розташованих покладів змусило узятись за планування підземних робіт. Вивіз руди провадили за допомогою належної руднику залізничної гілки довжиною 5 км до станції Руіна з подальшим трнспортуванням до порту Алжир. Копальня продукувала руду двох сортів із вмістом заліза 53% – 56%, при цьому один з сортів мав лише слідові кількості шкідливих домішок фосфору, тоді як інший містив більш значні обсяги цього елементу, проте все ще підходив для бесемерівського процесу.
В перші кілька років видобуток демонстрував тенденцію до збільшення – 68 та 67 тисяч тон в 1907 і 1908 роках, 93 тисяч тон в 1909-му, 125 тисяч тон в 1910-му і нарешті піковий показник у 150 тисяч тон в 1911-му. Наступного року вдалось майже утримати рівень – 148 тисяч тон, в 1913-му вилучили 127 тисяч тон, а в 1914 та 1915 роках – вже лише 73 та 48 тисяч тон відповідно. Втім, мобілізація французьких працівників після початку Першої світової війни мала сильний негативний вплив на більшість алжирських копалень, так що деякі навіть були вимушені зупинитись. В 1916-му з Руіни отримали 78 тисяч тон, проте негативний вплив війни відчувався до її завершення, при цьому до проблем з браком робітників додалась криза морських перевезень через атаки підводних човнів на судноплавство.
В 1919-му з Руіни отримали 84 тисячі тон, а станом на кінець 1920-го накопичене відвантаження з порту Алжир за період з початку діяльності рудника досягнуло 1 млн 247 тисяч тон.
В цей період власник рудника для забезпечення його потреб спорудив на Челіфі дериваційну ГЕС Херба (Kherba), канал якої зрізав петлю русла та забезпечував напір у 13 метрів, який використовували турбіни загальною потужністю 1,2 МВт. 
Протягом першої половини 1920-х виробничі показники демонстрували тенденцію до збільшення – 53 (1921), 54 (1922), 101 (1923), 128 (1924), 143 (1925) тисячі тон, після чого в 1926-му досягнули історичного рекорду на рівні 153 тисячі тон. Наступного року видобуток суттєво знизився – 123 тисяч тон, але в 1928-му зріс до 136 тисяч тон, а в 1929-му, незважаючи на початок світової економічної кризи, склав 150 тисяч тон. 
Втім, криза поглиблювалась і в 1930-му з Руїни вилучили лише 105 тисяч тон, а в 1932-му рудник практично не працював (так само, як і інший належний Société des Mines de Fer de Rouina алжирський залізорудний рудник у Брейрі).
В 1935-му брюссельский суд постановив ліквідувати Société des Mines de Fer de Rouina, після чого в 1938-му унаслідок складної схеми обміну облігаці та акцій контроль над її активами отримала колишня дочірня структура Société des mines de fer de Miliana, яка вела роботи на сході Алжиру на руднику Ель-Халія в районі Філіпвіля (наразі Скікда).
В якийсь момент роботу копальні відновили. Зокрема, у звіті Société des mines de fer de Miliana за 1953 рік згадується про заміну та ремонт старого обладнання на руднику Руіна. В першому півріччі 1956-го та першому півріччі 1957-го Société des mines de fer de Miliana відзвітувалась про видобуток 78 та 91 тисяч тон залізної руди відповідно, втім, варто враховувати, що це був сукупний показник рудників у Руіні, Брейрі та Філіпвілі.
На початку 1960-х рудник в Руіні зупинили.
Є відомості, що наприкінці 1980-х роботи відновили, втім, на цей раз не йшлось не про залізну руду для металургії, а про видобуток наповнювача для цементної промисловості.